# Musul (1904)
Musul – turecki torpedowiec z początku XX wieku, jedna z siedmiu zbudowanych we Włoszech jednostek typu Antalya. Okręt został zwodowany w 1904 roku w stoczni Ansaldo w Genui, a w skład marynarki Imperium Osmańskiego wszedł 8 stycznia 1907 roku. Torpedowiec wziął udział w I wojnie bałkańskiej i I wojnie światowej, a po remoncie w latach 20. służył pod banderą Republiki Turcji do 1929 roku. Okręt został złomowany w 1936 roku.

## Projekt i budowa
Siedem torpedowców typu Antalya zostało zamówionych przez Turcję we Włoszech w 1904 roku. Jednostki były niemal identyczne jak okręty typu Akhisar, różniąc się siłownią o większej mocy.
„Musul” zbudowany został w stoczni Ansaldo w Genui (numer stoczniowy 140). Stępkę okrętu położono w kwietniu 1904 roku i w tym samym roku został zwodowany . W 1905 roku przeprowadzono próby morskie, a 29 listopada 1906 roku torpedowiec został odebrany przez zamawiającego w Genui. Nazwę otrzymał od irackiego miasta Mosul.

## Dane taktyczno-techniczne
Okręt był torpedowcem z kadłubem wykonanym ze stali, podzielonym na dziewięć przedziałów wodoszczelnych. Długość całkowita wynosiła 51 metrów (50,5 metra między pionami) szerokość 5,7 metra i zanurzenie 1,4 metra. Wyporność normalna wynosiła 165 ton. Jednostka napędzana była przez dwie pionowe, trzycylindrowe maszyny parowe potrójnego rozprężania Ansaldo o łącznej mocy 2700 KM, do których parę dostarczały dwa kotły wodnorurkowe (także produkcji Ansaldo) . Prędkość maksymalna napędzanego dwoma śrubami okrętu wynosiła 26 węzłów. Okręt zabierał zapas 60 ton węgla .
Na uzbrojenie artyleryjskie jednostki składały się dwa pojedyncze działka kalibru 37 mm Hotchkiss QF L/20 z zapasem 250 nabojów . Broń torpedową stanowiły zamontowane na pokładzie (z przodu i tyłu sterówki dwie pojedyncze obracalne wyrzutnie kal. 450 mm, z łącznym zapasem czterech torped .
Załoga okrętu składała się z 4 oficerów i 26 podoficerów i marynarzy .

## Służba
„Musul” został wcielony w skład marynarki wojennej Imperium Osmańskiego 8 stycznia 1907 roku w Stambule . W maju 1909 roku torpedowiec wziął udział w pierwszych manewrach floty tureckiej na Morzu Marmara. 10 października 1912 roku, tuż po wybuchu I wojny bałkańskiej, okręt stacjonował w Bosforze, a od 16 października wszedł w skład zespołu floty osmańskiej skierowanego do obrony Dardaneli. 14 grudnia torpedowce „Musul” i „Akhisar” oraz niszczyciel „Yarhisar” zostały przebazowane na Morze Marmara. Po podpisaniu zawieszenia broni w kwietniu 1913 roku torpedowce „Musul” i „Draç” patrolowały rejon miast Tekirdağ i Silivri
Od lipca do sierpnia 1914 roku okręty 1. dywizjonu torpedowców („Musul” wraz z siostrzanymi „Draç” i „Kütahya” oraz „Akhisar”) uczestniczyły w patrolowaniu zachodnich podejść do Dardaneli, zapuszczając się pod Imroz. 27 października 1914 roku, przed przystąpieniem Imperium Osmańskiego do I wojny światowej po stronie państw centralnych, okręt, którym dowodził kpt. mar. (tur. yüzbaşı) Piyaleli Ahmet Naim Hüsnü, nadal wchodził w skład 1. dywizjonu torpedowców.
7 sierpnia 1915 roku „Musul” oraz niszczyciele „Yarhisar” i „Gayret-i Vataniye” wyszły ze Stambułu i przybyły w rejon, gdzie poprzedniego dnia brytyjski okręt podwodny HMS E11 zatopił krążownik torpedowy „Peyk-i Şevket”, uczestnicząc w zdejmowaniu z wraku uzbrojenia, wyposażenia i amunicji.  W 1915 roku na torpedowcu zainstalowano pojedyncze działo kalibru 47 mm SK C/99 L/45, z zapasem 150 nabojów .
Po postawieniu w sierpniu 1916 roku przez Rosjan dużej ilości min morskich u wejścia do Bosforu, prócz trałowców do likwidacji zagrożenia zostały przystosowane również torpedowce i niszczyciele „Musul”, „Kütahya”, „Draç”, „Yunus”, „Samsun” oraz kanonierka „Malatya” (typu Taşköprü). 12 września „Musul”, „Kütahya” i „Yunus” uczestniczyły w pracach trałowych na wschód od Bosforu, podczas których „Kütahya” weszła na minę nieopodal Karaburun, tonąc następnego dnia.
Od 14 lipca 1918 roku torpedowce „Musul”, „Draç”, „Akhisar” oraz „Sultanhisar” wraz z krążownikami torpedowymi „Berk-i Satvet” i „Peyk-i Şevket” jako jedyne okręty floty osmańskiej operowały aktywnie na Morzu Czarnym. W październiku okręt odstawiono do rezerwy. 29 października 1923 roku „Musul” został formalnie wcielony do nowo powstałej marynarki wojennej Republiki Turcji, choć jego stan techniczny nie pozwalał na eksploatację. W 1924 roku jednostka podjęła czynną służbę. Okręt wycofano ze składu floty w 1929 roku i złomowano w 1936 roku .